# Musca (constelație)
Musca (în latină: Musca), inițial: Albina (în latină: Apis), este o mică constelație de pe cerul sudic.

## Descriere și localizare

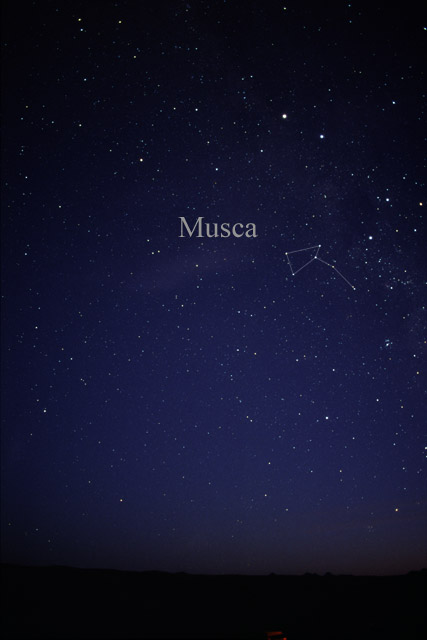
Constelația Musca văzută cu ochiul liber. Pentru identificarea mai ușoară au fost trasate linii între stele.

Musca este o mică dar ușor identificabilă constelație aflată în sudul Crucii Sudului. Conține o stea proeminentă (α Mus) de magnitudine aparentă 2m.
Prin constelație trece banda luminoasă a Căii Lactee. O caracteristică remarcabilă este nebuloasa întunecată, Sacul de cărbuni, a cărui parte sudică pătrunde în Musca.

## Istorie
Musca este una din cele 12 constelații create de Pieter Dirkszoon Keyser și Frederick de Houtman între 1595 și 1597, care au fost introduse de Johann Bayer în textul din 1603 al lucrării sale Uranometria, sub numele de Albina. Mai târziu, Nicolas-Louis de Lacaille a redenumit-o Musca australă, pentru a o diferenția de Musca boreală, o constelație acum dispărută situată în apropiere de Berbecul. Suprimarea acestei constelații a permis redenumirea constelației australe în Musca. 

## Obiecte cerești
- MyCn 18, cunoscută și sub numele de Nebuloasa Clepsidra

Coordonate:  12h 27m 36s, −70° 20′ 24″